# Maxwell (cràter)

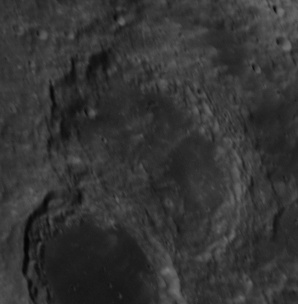
Fotografia de la missió Apol·lo 14

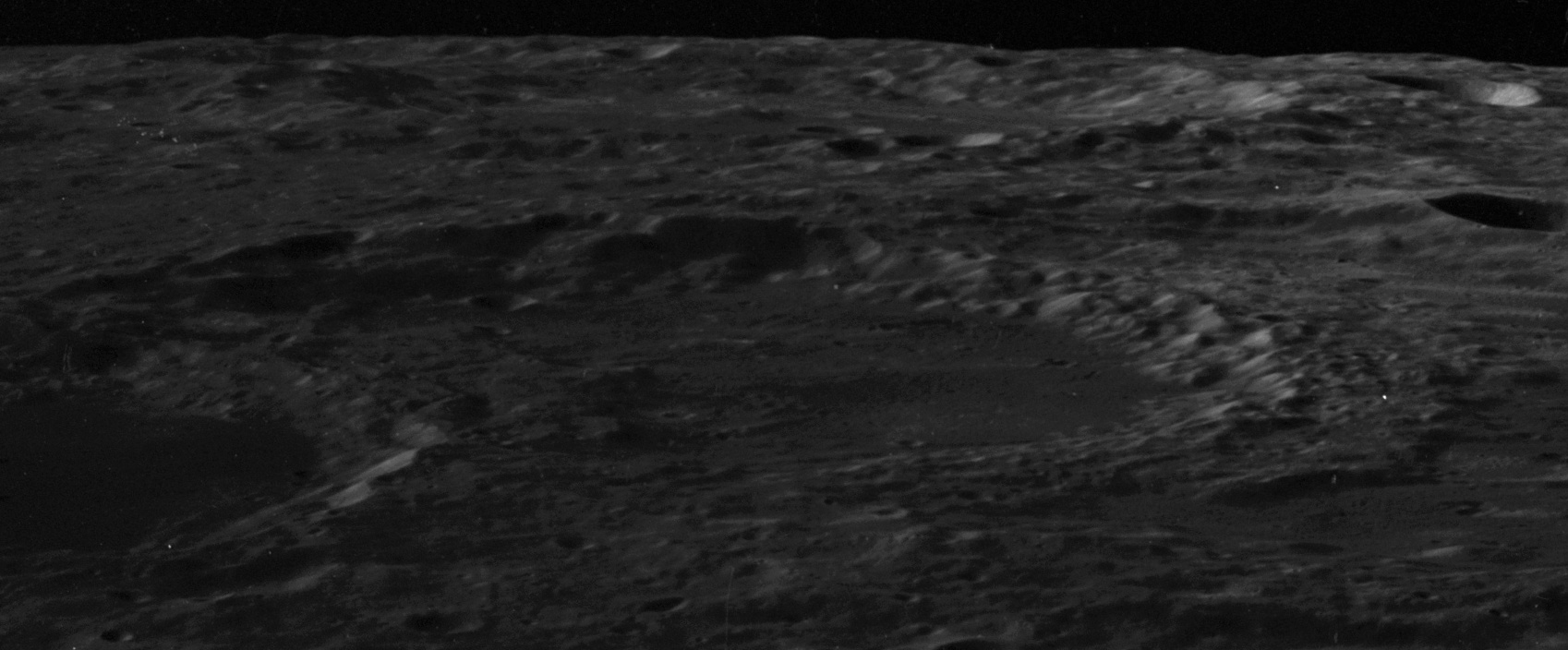
Vista obliqua des de l'Apol·lo 14, mirant al nord-oest. Lomonosov apareix a l'esquerra left.

Maxwell és un cràter pertanyent a la cara oculta de la Lluna, anomenat així en memòria del físic James Clerk Maxwell. Es troba en la part sud-oest del cràter de major grandària Richardson. La part meridional de Maxwell està coberta al seu torn pel cràter parcialment inundat de lava Lomonosov. A menys d'un diàmetre cap al sud-oest es troba el cràter Joliot, una mica més gran.

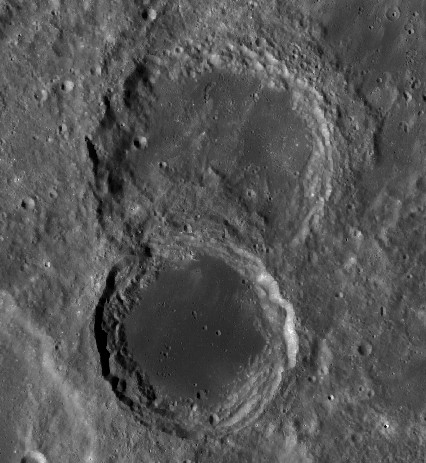
Maxwell (a dalt) i Lomonosov. Imatge LRO.

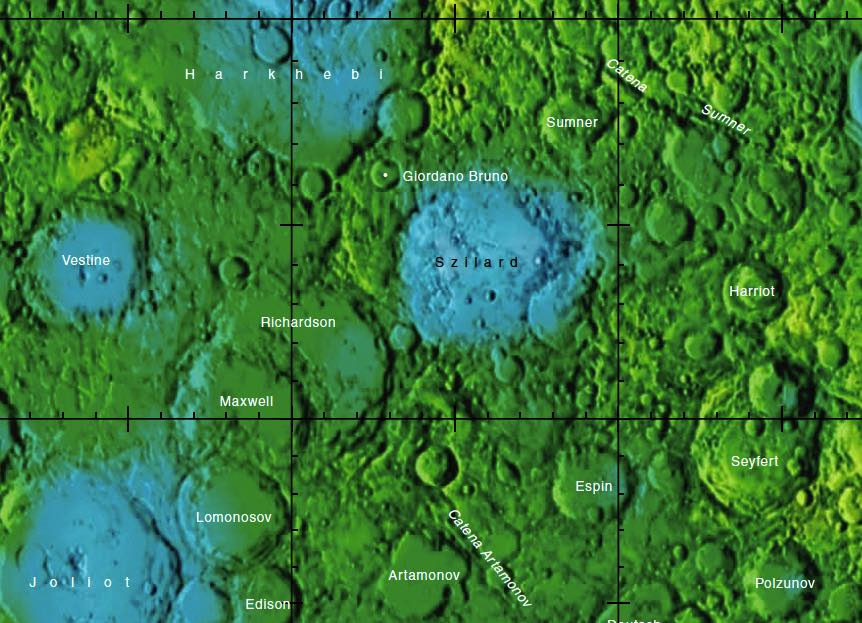
Localització de Maxwell (quadrant inferior esquerre)

El vorell exterior de Maxwell és generalment desigual i apareix mal definit on supera a Richardson. Solament el seu sector occidental manté una estructura més recognoscible, però fins i tot allí està desgastat i erosionat. El sòl interior té una superfície relativament anivellada, mostrant zones de material de baix albedo, indicador de la presència de lava basàltica, possiblement per la fusió de l'escorça causada per l'impacte. No obstant això, el sòl és travessat pel sistema de marques radials de Giordano Bruno, situat al nord-nord-est, la qual cosa ha provocat que el color de la superfície s'hagi aclarit. La part sud del sòl interior està coberta per les rampes exteriors de Lomonosov.
Abans de rebre la seva denominació oficial en 1961 per decisió de la UAI, aquest cràter era conegut com a "Cràter 112".

### Altres referències
- (WGPSN), IAU Working Group for Planetary System Nomenclature. «Gazetteer of Planetary Nomenclature. 1:1 Million-Scale Maps of the Moon» (en anglès).  UAI / USGS, 13-02-2013. [Consulta: 6 abril 2016].
- Andersson, L. E.; Whitaker, E. A.,. NASA Catalogue of Lunar Nomenclature (en anglès).  NASA RP-1097, 1982.
- Blue, Jennifer. «Gazetteer of Planetary Nomenclature» (en anglès).  USGS, 25-07-2007. [Consulta: 2 gener 2012].
- Bussey, B.; Spudis, P.. The Clementine Atlas of the Moon (en anglès).  Nueva York: Cambridge University Press, 2004. ISBN 0-521-81528-2.
- Cocks, Elijah E.; Cocks, Josiah C.. Who's Who on the Moon: A Biographical Dictionary of Lunar Nomenclature (en anglès).  Tudor Publishers, 1995. ISBN 0-936389-27-3.
- McDowell, Jonathan. «Lunar Nomenclature» (en anglès).   Jonathan's Space Report, 15-07-2007. [Consulta: 2 gener 2012].
- Menzel, D. H.; Minnaert, M.; Levin, B.; Dollfus, A.; Bell, B. «Report on Lunar Nomenclature by The Working Group of Commission 17 of the IAU» (en anglès). Space Science Reviews, 12, 1971, pàg. 136.
- Moore, Patrick. On the Moon (en anglès).  Sterling Publishing Co, 2001. ISBN 0-304-35469-4.
- Price, Fred W. The Moon Observer's Handbook (en anglès).  Cambridge University Press, 1988. ISBN 0521335000.
- Rükl, Antonín. Atlas of the Moon (en anglès).  Kalmbach Books, 1990. ISBN 0-913135-17-8.
- Webb, Rev. T. W.. Celestial Objects for Common Telescopes, 6ª edición revisada (en anglès).  Dover, 1962. ISBN 0-486-20917-2.
- Whitaker, Ewen A. Mapping and Naming the Moon (en anglès).  Cambridge University Press, 2003. 978-0-521-54414-6.
- Wlasuk, Peter T. Observing the Moon (en anglès).  Springer, 2000. ISBN 1-85233-193-3.